# Clan Sanada
Le clan Sanada (真田氏, Sanada-shi) est un clan japonais de la province de Shinano. Son passé est obscur, mais on sait qu'il est apparenté au clan Un'no. Le clan Sanada s'allie au clan Takeda vers 1550. Cependant, celui-ci est détruit en 1582 et le clan Sanada change ses maîtres l'un après l'autre. Le clan Sanada participe à la bataille de Sekigahara en 1600 dans les deux camps. Cette stratégie leur a permis d'assurer la survie de la branche du clan qui serait du côté des vainqueurs. En 1615, Yukimura Sanada est tué au siège d'Osaka. En 1622, l'ensemble des domaines du clan atteignait 100 000 koku.

## Dirigeants

Mon utilisé par le clan Sanada en temps de guerre.

- Yukitaka Sanada (1513-1574)
- Masayuki Sanada (1547-1611)
- Nobuyuki Sanada (1566-1658)
- Yukimura Sanada (1567-1615)